# Бумпром
«Бумпром» (бел. «Паперпрам») — белорусский футбольный клуб из Гомеля, основанный 1 февраля 2016 года. Первоначально имевший любительский статус. В 2021 году «Бумпром» получил статус профессионального клуба и начал выступать в национальных соревнованиях, включая чемпионаты и Кубки Беларуси. Команда также является неоднократным победителем чемпионата и Кубка Гомеля. С 2023 года «Бумпром» участвует в Первой лиге чемпионата Беларуси.

## История
Футбольный клуб «Бумпром» был основан 1 февраля 2016 года по инициативе Кирилла Ященко при поддержке ОДО «Бумпром» и изначально имел любительский статус. Уже в первый год своего существования команда завоевала чемпионский титул первенства города по мини-футболу (турнир «Белая Русь»), а через год стала чемпионом Гомеля по футболу. Одновременно с этим клуб участвовал в Кубке Беларуси по футзалу.
В 2018 году команда дебютировала во Второй лиге чемпионата Беларуси, начав свой путь в национальных турнирах. Однако сезон оказался неудачным, и клуб временно приостановил участие в соревнованиях.
В 2019 году футболисты «Бумпрома» вернулись к активным выступлениям в областных турнирах. Команда завоевала серебряные медали турнира «Подснежник-2019», вышла в финал Кубка Гомельской области и заняла третье место в чемпионате области по футболу.
В 2020 году руководство клуба приняло решение о возвращении в республиканские чемпионаты.
В марте 2021 года «Бумпром» получил статус профессионального футбольного клуба, создав отдельное юридическое лицо и заключив первые профессиональные контракты с игроками. Команда выступила во Второй лиге, заняв второе место в своем региональном дивизионе. Однако в плей-офф в 1/8 финала она уступила рогачевскому «Макслайну».
В 2022 году главным тренером команды стал Алексей Викторович Кравченко. Клуб вновь участвовал во Второй лиге, где стал победителем регионального этапа в Гомельской области. Несмотря на успехи в регулярной части турнира, в матчах плей-офф команда не смогла пройти минских «Крумкачей» (0:1 на выезде и 0:0 дома). Также «Бумпром» одержал победу в чемпионате и Кубке Гомеля, подтвердив свой статус лидера областного футбола.
В 2023 году клуб продлил контракты с тренерским штабом, включающим главного тренера Алексея Кравченко и его помощника Максима Каешко. Вскоре «Бумпром» заявил о намерении участвовать в Первой лиге чемпионата Беларуси. После прохождения лицензирования клуб стал 17-й командой-участницей турнира. В первом туре чемпионата «Бумпром» одержал победу над дебютантом турнира, прошлогодним победителем Второй лиги — командой «Нива» из Долбизно, со счётом 4:0.

## Статистика выступлений
| Сезон | Лига        | М  | И  | В  | Н | П  | РМ      | О  |
| ----- | ----------- | -- | -- | -- | - | -- | ------- | -- |
| 2018  | Вторая Лига | 15 | 28 | 2  | 2 | 24 | 20 — 96 | 8  |
| 2020  | Вторая Лига |    | 20 | 7  | 3 | 10 | 29 — 51 | 24 |
| 2021  | Вторая Лига | 2  | 14 | 11 | 2 | 1  | 41 — 5  | 35 |

## Тренерский штаб
- Главный тренер — Кравченко Алексей Викторович
- Тренер — Каешко Максим Владимирович
- Директор команды — Ященко Кирилл Владимирович

## Состав команды
| 1  | Флаг России   | Вр  | Владислав Яруков     | 2001 |  |  |  |  |
| 30 | Флаг России   | Вр  | Никита Туркин        | 2002 |  |  |  |  |
|    |               |     |                      |      |  |  |  |  |
| 3  | Флаг Беларуси | Защ | Дмитрий Денисенко    | 2001 |  |  |  |  |
| 4  | Флаг Беларуси | Защ | Сергей Кружилин      | 2003 |  |  |  |  |
| 5  | Флаг Беларуси | Защ | Дмитрий Каплунов     | 1994 |  |  |  |  |
| 14 | Флаг Беларуси | Защ | Андрей Альшаник      | 1999 |  |  |  |  |
| 21 | Флаг Беларуси | Защ | Никита Овсяник       | 2004 |  |  |  |  |
| 27 | Флаг Беларуси | Защ | Денис Голенко        | 1996 |  |  |  |  |
| 69 | Флаг Беларуси | Защ | Станислав Ижаковский | 1994 |  |  |  |  |
|    |               |     |                      |      |  |  |  |  |
| 8  | Флаг Беларуси | ПЗ  | Иван Жёсткин         | 1991 |  |  |  |  |
| 9  | Флаг Беларуси | ПЗ  | Эдуард Симончик      | 1995 |  |  |  |  |
| 10 | Флаг Беларуси | ПЗ  | Дмитрий Градобоев    | 1991 |  |  |  |  |

| 17 | Флаг Беларуси | ПЗ  | Дмитрий Халимончиков | 1998 |  |  |  |  |
| 18 | Флаг Беларуси | ПЗ  | Максим Воспуков      | 1998 |  |  |  |  |
| 59 | Флаг Беларуси | ПЗ  | Артём Жевнеренко     | 2003 |  |  |  |  |
| 91 | Флаг Беларуси | ПЗ  | Кирилл Пармонов      | 2004 |  |  |  |  |
| 95 | Флаг Беларуси | ПЗ  | Дмитрий Велисевич    | 1995 |  |  |  |  |
|    |               |     |                      |      |  |  |  |  |
| 7  | Флаг Беларуси | Нап | Илья Сень            | 1999 |  |  |  |  |
| 11 | Флаг Беларуси | Нап | Александр Школяр     | 2004 |  |  |  |  |
| 17 | Флаг Беларуси | Нап | Дмитрий Халимончиков | 1998 |  |  |  |  |
| 22 | Флаг Беларуси | Нап | Арсений Чакур        | 2005 |  |  |  |  |
| 47 | Флаг Беларуси | Нап | Владимир Дубровский  | 2003 |  |  |  |  |
| 99 | Флаг Беларуси | Нап | Марат Калинченко     | 1999 |  |  |  |  |